# Ojo de gato (tránsito)
El ojo de gato es un dispositivo de seguridad retrorreflectivo utilizado en la señalización vial. Cuando se ilumina por las luces de un coche que se acerca, se hace muy visible como marcador.

## Descripción
El ojo de gato se originó en el Reino Unido en 1934 y hoy se utiliza en todo el mundo. La forma original consistía en dos pares de retrorreflectores en una cúpula de goma blanca, montados en una carcasa de hierro fundido. Este es el tipo que marca el centro de la carretera, con un par de ojos de gato mostrando en cada dirección. Una forma de un solo extremo se ha utilizado ampliamente en otros colores en las márgenes de la carretera y como separadores de carriles. Los ojos de gato son particularmente valiosos en la niebla y son en gran medida resistentes a los daños por los quitanieves.
Una característica clave del ojo del gato es la cúpula de goma flexible que ocasionalmente se deforma por el paso del tráfico. Un limpiador de goma fijo limpia la superficie de los reflectores a medida que se hunden debajo de la superficie de la carretera (la base tiende a contener el agua después de una lluvia, haciendo este proceso aún más eficiente). La cúpula de goma está protegida de los daños del impacto por los "frenos" metálicos que también dan retroalimentación táctil y audible para los conductores errantes.

## Historia

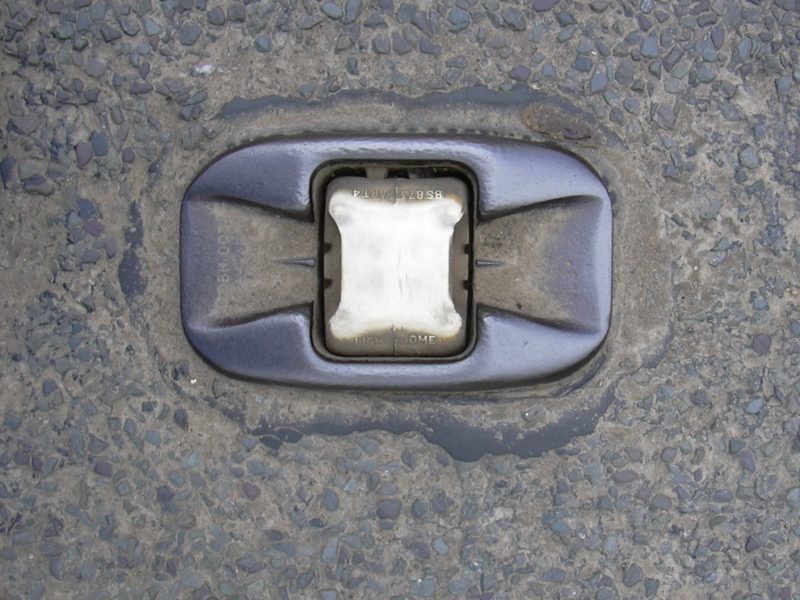
El ojo de gato de doble acabado es el diseño original de Shaw y marca la línea central de la carretera

El inventor de los ojos del gato es Percy Shaw de Boothtown, Halifax, West Yorkshire, Inglaterra. Cuando las líneas de tranvía fueron retiradas en el suburbio cercano de Ambler Thorn, se dio cuenta de que había estado usando los rieles de acero pulido para navegar por la noche. El nombre "ojo de gato" proviene de la inspiración de Shaw para el dispositivo: los ojos se reflejan de los ojos de un gato. En 1934, patentó su invención (patentes Nos. 436.290 y 457,536, y el 15 de marzo de 1935 fundaron Reflecting Roadstuds Limited en Halifax para fabricar los artículos. El nombre Catseye es su marca registrada. La lente retrorreflectora había sido inventada seis años antes para su uso en carteles publicitarios de Richard Hollins Murray, contador de Herefordshire y, como Shaw reconoció, habían contribuido a su idea.
Los apagones de la Segunda Guerra Mundial (1939-1945) y los faros cerrados del coche en uso demostraron el valor de la invención de Shaw y ayudaron a popularizar su uso masivo en el Reino Unido. Después de la guerra, recibieron un firme respaldo de un comité del Ministerio de Transporte dirigido por James Callaghan y Sir Arthur Young. Eventualmente, su uso se extendió por todo el mundo.
En 2006, los ojos de gato fueron votados como uno de los 10 mejores iconos de diseño de Gran Bretaña en la Gran Británico Quest organizado por la BBC y el Museo del Diseño, una lista que incluía Concorde, Mini, Supermarine Spitfire, K2 teléfono, World Wide Web y el autobús AEC Routemaster.

## Prácticas locales

### Reino Unido y Hong Kong

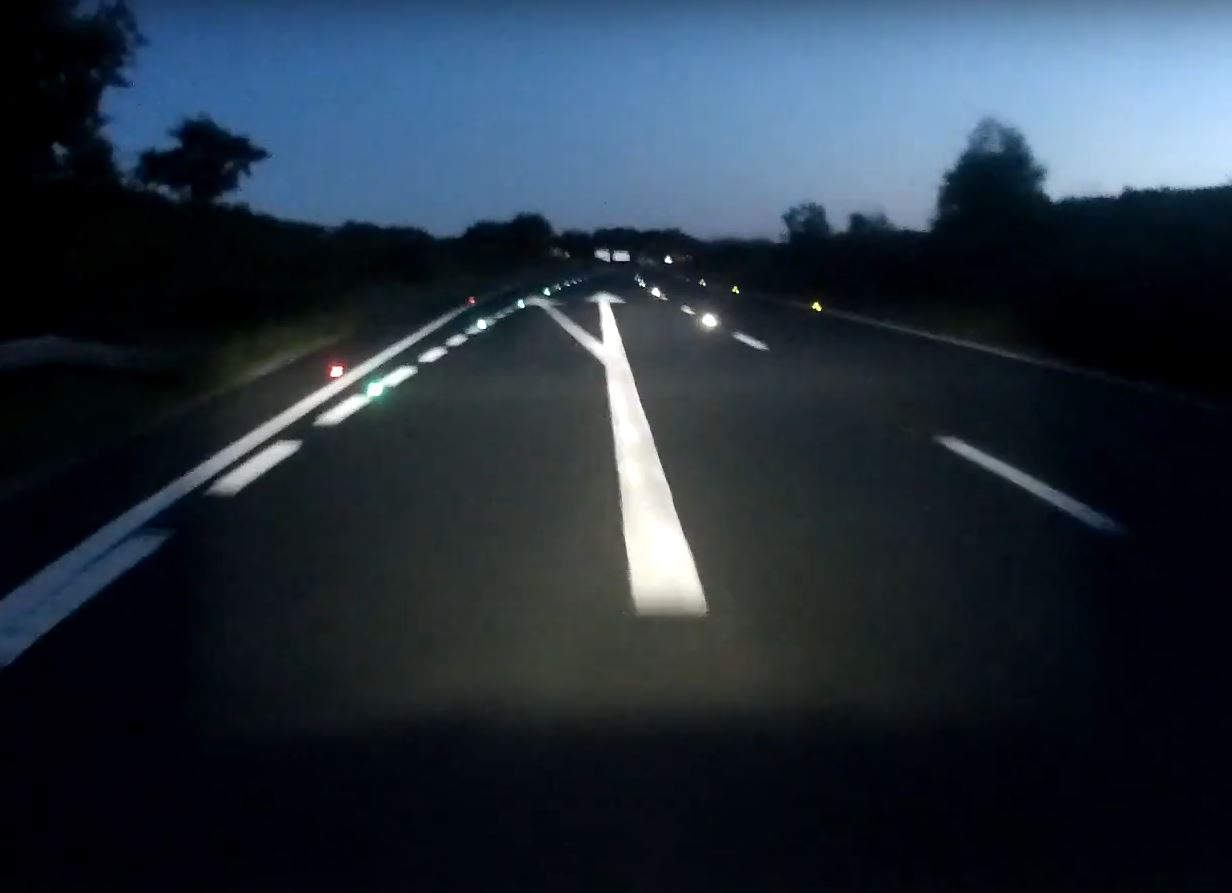
Diferentes colores de los ojos de los gatos - en Picket Post en la A31.

En el Reino Unido, se utilizan diferentes colores de los ojos del gato para denotar situaciones diferentes:
- Los blancos se utilizan para indicar la línea central de una carretera de una sola calzada o las marcas de carril de una doble calzada o autopista.
- Los ojos de gato ámbar y rojo denotan líneas que no deben cruzarse en circunstancias normales. Amber se utiliza para la parte derecha de las autopistas y autopistas duales, delineando la reserva central. El rojo se utiliza para el lado izquierdo del mismo y se puede cruzar para acceder a un hombro duro en emergencias.
- Los verdes indican una línea que puede ser cruzada, como una colectora, una vía de acceso o una banquina.[10]

Estas unidades no son muy visibles a la luz del día y generalmente se utilizan en conjunción con líneas tradicionalmente pintadas. Los ojos de gato temporal con sólo una tira reflectante se utilizan a menudo durante los trabajos de reparación de la autopista. Estos son típicamente de brillo de día verde/amarillo por lo que son fácilmente visibles tanto en la luz del día como en la oscuridad; entonces se pueden utilizar por su cuenta para la división de carriles.
También se ven durante los trabajos de reparación de la autopista los pilares de tráfico de plástico que se insertan en el enchuco del ojo de un gato retráctil en lugar de ser independientes. Estos se utilizan a menudo en conjunción con dos filas de los ojos del gato temporal para dividir el tráfico moviéndose en direcciones opuestas durante las obras de la autopista.
Los ojos del gato con energía solar, que muestran un LED rojo o ámbar al tráfico, han sido introducidos en carreteras consideradas particularmente peligrosas en lugares de todo el mundo. No obstante, poco después de una de esas instalaciones en Essex en el otoño de 2006 la BBC informó que los dispositivos, que destellan a una velocidad casi imperceptiblemente rápida de 100 veces por segundo, posiblemente podrían desengancharse en fits epilépticos y la Agencia de Carreteras había suspendido el programa. La suspensión parecía haber sido levantada para 2015, cuando los ojos del gato LED comenzaron a instalarse a lo largo de secciones recién repavimentadas de la A1 y A1(M) en el condado de Durham y Tyne and Wear.
Los ojos del gato LED azul se mostraron en el programa de televisión Accidente Black Spot, transmitido en el Canal 4 el 19 de diciembre de 2000, que alerta al conductor sobre el hielo potencial en la carretera cuando se alcanza una temperatura suficientemente baja, fijada provisionalmente en 3 oC (37 oF). Las mejoras propuestas en 2013 fueron cambiar la luz blanca estándar a ámbar durante cuatro segundos después del paso de un vehículo, o rojo si el siguiente vehículo está demasiado cerca o el tráfico por delante está estacionario.

### Irlanda

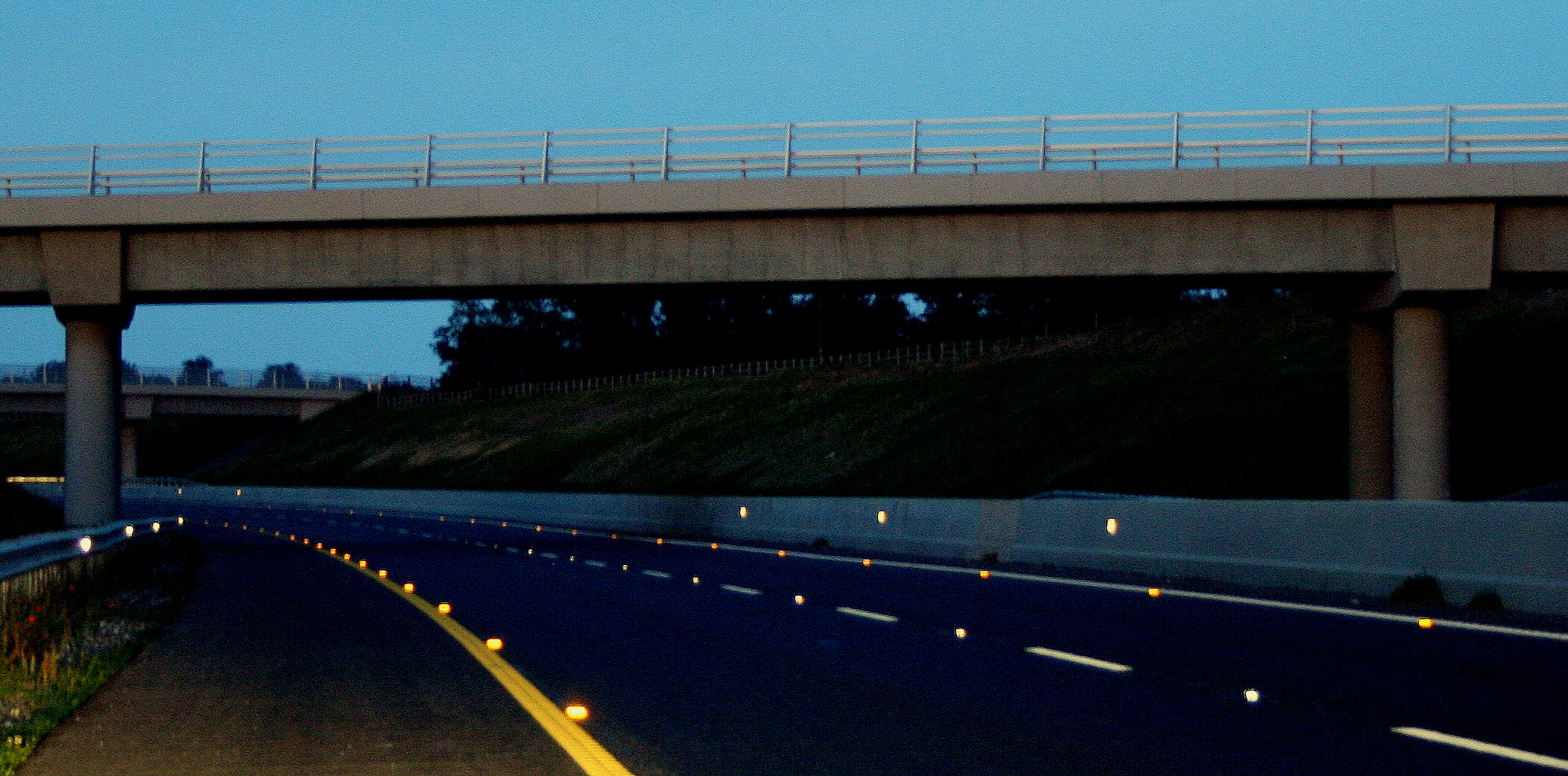
Autopista M9 en Carlow, Irlanda, con los ojos de gato en la superficie de la carretera y retrorreflectores en barreras

En Irlanda, los ojos del gato amarillo se utilizan en todos los hombros duros, incluidas las autopistas (ni se usan los ojos rojos ni los ojos de gato azul). Además, las porras reflectoras independientes se utilizan a menudo al borde de las carreteras irlandesas. Los ojos de gato verde se utilizan para alertar a los automovilistas de los próximos cruces. Hay instalaciones limitadas de ojos de gatos con energía activa, que destellan luz blanca, en tramos de carretera particularmente peligrosos, como los tramos de una sola calzada de la N11.

### Estados Unidos
El equivalente más cercano en los Estados Unidos es el marcador de pavimento elevado retrorereflectivo Stimsonita, un marcador fijo sin la propiedad de la autolimpia de goma. Los marcadores estimsonitos están hechos de plástico, no de metal, y fueron inventados en 1963.

### Nueva Zelanda
En Nueva Zelanda, las carreteras generalmente están marcadas con los ojos blancos de gato reflectante cada 10 metros a lo largo de la línea central, ocasionalmente en carreteras de alto volumen; tanto los puntos de Botts como los ojos del gato se utilizan (normalmente hay un ojo de gato seguido de tres lugares de puntos Botts en cada tramo de diez metros de carretera). El patrón de color en las carreteras neozelandesas es blanco o amarillo a los ojos del gato a lo largo del centro de la carretera (no se permite la indicación amarilla de adelantamientos), y en ciertos lugares puntos rojos a lo largo del hombro duro o el borde izquierdo de una autopista. Los ojos de gato azul único se utilizan para indicar la ubicación de los hidrantes del fuego. En entornos rurales y a lo largo de las carreteras del Estado, estas marcas se incrementan con postes retrorreflectivos a lo largo del borde de la carretera (reflexores blancos a la izquierda, reflectores amarillos a la derecha cuando en una curva girativa izquierda). Los puentes están igualmente marcados con marcas retro-reflejos en bandas diagonales de blanco y negro (a la izquierda) y amarillas (a la derecha).

### Europa continental

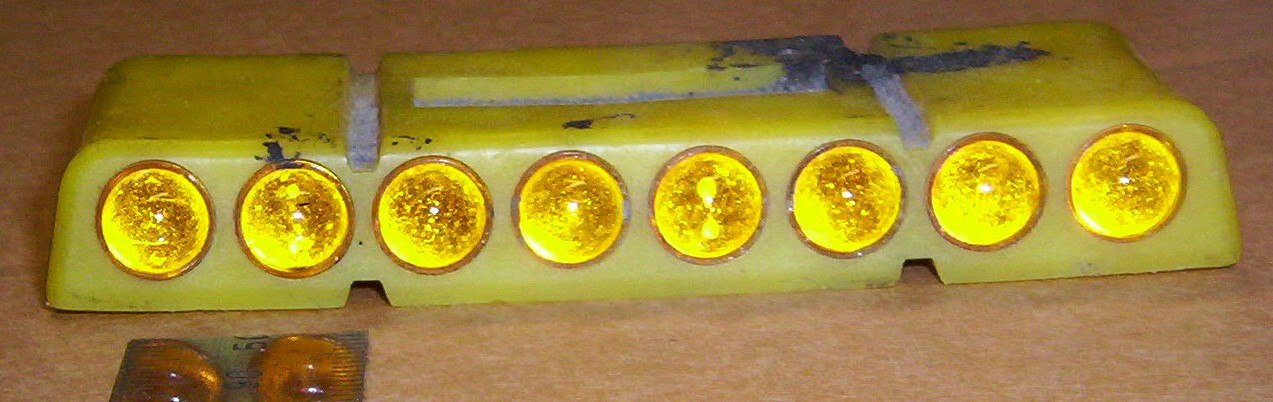
Ojos del gato amarillo montado en carretera marcan las obras de carretera (Alemania)

En casi todos los países europeos los soportes de los ojos de gato incluyen lentes reflectantes de algún tipo. En contraste con el Reino Unido, donde el uso de los ojos de gato está muy extendido, en Europa Continental los ojos del gato rara vez se utilizan como accesorio permanente. La mayoría aparecen blancos o grises durante la luz del día; los colores discutidos aquí son el color de la luz que reflejan. Debido a su disquete durante el día, siempre se utilizan en conjunto con líneas retro-reflejos pintadas.
Marcadores blancos para marcas de carril. Cuando se utilizan en autovías duales, autopistas o carreteras de un solo sentido, pueden iluminar el rojo en el reverso, para indicar que los conductores están viajando por el camino equivocado.
Los marcadores amarillos o ámbar se utilizan junto a la reserva central (EE. UU.: mediana) en autopistas y autovías duales y, en la República de Irlanda, también sobre hombros duros.
Los marcadores rojos son utilizados por el hombro duro en las autopistas y en el borde de la superficie de rodaje en otras carreteras. También se utilizan ocasionalmente para indicar una carretera sin entrada y cuando viajan por el camino equivocado de la autopista/carretera.
Se utilizan marcadores verdes donde salen deslizantes y se unen a la calzada principal en las dobles calzadas. En algunos países, también se utilizan a través de las entradas de carreteras menores o accesos a las principales carreteras de una sola autopista o a los lugares de destino.
Los marcadores azules se utilizan para indicar la entrada a las carreteras reservadas de la policía (estos no conducen a ninguna parte, deben permitir que la policía aparque y monitoree el tráfico de la autopista).
La excepción a las normas anteriores son:
Los marcadores amarillos fluorescentes se utilizan para indicar carriles temporales durante las obras viales en las principales carreteras y están pegados a la superficie de la calada; nunca están incrustados en ella. Cualquier marca pintada será removida de la superficie de la carretera si contradicen los marcadores. Son de color amarillo fluorescente, por lo que destacan en el día, pero reflejan la luz blanca por la noche. Cuando se utilizan, son mucho más numerosos y densos que los marcadores de estándares, ya que no se utilizan en conjunción con líneas pintadas. También aparecen amarillas en los bordes pero reflejan el rojo en el lado izquierdo o ámbar en la derecha

### Líbano
En el Líbano, los ojos de los gatos se utilizan ampliamente en la mayoría de las autopistas, autopistas y carreteras. En autopistas y carreteras, cada una (o a veces dos) rayas blancas que separan los carriles es seguida por un ojo de gato que brilla. En el borde de la carretera junto a la franja mediana, se coloca el ojo de gato amarillo cada 10 metros (33 pies). En los hombros de la carretera se coloca un ojo de gato rojo brillante cada 10 metros (33 pies). En las carreteras separadas por dobles líneas amarillas, el ojo de gato amarillo se coloca dentro de las líneas dobles amarillas cada 10 metros (33 pies). Antes de los baches de velocidad, una serie de ojos de gato se colocan brillando de blanco al tráfico que se avecina y rojo al coche desde la dirección opuesta. En los cruces peatonales, los ojos de gato brillante se colocan después de cada línea de cebra. En las carreteras con semáforos, una serie de ojos de gato resplandecido en rojo se colocan 50 metros (160 pies) antes de los semáforos para hacer que los conductores se ralentizaran.[cita requerida]

## Accidentes causados
En la mañana del 25 de abril de 1999 en la autopista M3 en Hampshire, Inglaterra, una furgoneta despojó la carrocería de acero del ojo de un gato que volaba por el parabrisas de un coche trasero y golpeaba al músico electrónico Kemistry, que era pasajero, en la cara, matándola al instante. El foral registró un veredicto de muerte accidental. Los investigadores reconocieron que los cuerpos oculares del gato ocasionalmente se sueltaban, pero añadieron que tal accidente era inaudelo. Se hizo una pregunta en la Cámara de los Lores sobre la seguridad de los ojos de los gato a la luz del incidente, y la Agencia de Carreteros llevó a cabo una investigación sobre la "integridad y el rendimiento a largo plazo" de varios tipos de soportes de carretera.
En la carrera de carretera Mille Miglia de 1957, mientras conducía por una carretera recta a 150 mph (240 km/h) en la aldea de Guidizzolo en Italia, una explosión del neumático delantero izquierdo en el Ferrari 335 S conducido por Alfonso de Portago hizo que el coche volteara violentamente y se saliera de control, matándolo a él, a su navegante y a nueve espectadores, incluidos niños. Enzo Ferrari fue procesado por 11 cargos de homicidio, pero fue absuelto en 1961 después de que un panel de ingenieros de automóviles le dijera al tribunal que la explosión probablemente fue causada por el coche que golpeó el ojo de un gato. En la película de 2023 Ferrari, un ojo de gato metálico dañado cortando el neumático es culpado por el fatal accidente, consistente con los hallazgos oficiales de la justicia italiana.